# Andreas Jakob von Dietrichstein
Andreas Jakob von Dietrichstein (Mähren, 27 maggio 1689 – Salisburgo, 5 gennaio 1753) è stato un arcivescovo cattolico austriaco, arcivescovo di Salisburgo dal 1747 al 1753.

## Biografia
Andreas Jakob von Dietrichstein proveniva dall'antica e nobile famiglia dei conti di Dietrichstein, originari della Carinzia. Suo padre era il conte Maximilian Andreas von Dietrichstein, undicesimo figlio del principe Massimiliano di Dietrichstein, mentre sua madre era la contessa Maria Justina von Schwarzenberg. Suo bisnonno paterno era il principe Carlo I del Liechtenstein, mentre suo zio era il noto condottiero Raimondo Montecuccoli. Sempre per parte di suo padre era discendente illegittimo dell'imperatore Massimiliano I del Sacro Romano Impero.
Nato a Mähren nel 1689, Andreas Jakob iniziò i propri studi nel 1707 a Salisburgo, entrando nel capitolo del duomo nel 1713, venendo nominato maestro del coro nel 1729 e quindi arciprete della cattedrale nel 1730.
Il 10 settembre 1747 morì l'arcivescovo Jakob Ernest von Liechtenstein-Kastelkorn. Egli divenne il candidato favorito dal capitolo della cattedrale.
Nominato quindi arcivescovo, si preoccupò molto delle esigenze della popolazione di Salisburgo, pur conducendo una vita molto mondana per l'epoca, realizzando feste grandiose e balli in maschera; inaugurò inoltre la tradizione del teatro di corte.
Anche se la politica di Dietrichstein lo portò quasi sull'orlo della bancarotta, non mancò di opporsi vivamente al protestantesimo che pure era dilagante in Germania ed in molti altri principati ecclesiastici del Sacro Romano Impero.
Fu sotto il suo governo che venne realizzato il complesso sistema di fontane della residenza di Hellbrunn, non lontano da Salisburgo. Per costruire e gestire i giochi d'acqua del parco di questo palazzo estivo, investì molto in complessi meccanismi e si avvalse del genio di Lorenz Rosenegger per la realizzazione di un teatro dei burattini per il quale spese 343 Gulden per 100 nuove figure. Dietrichstein eresse anche l'Andreaskirche (oggi sulla Linzergasse).
Il motto di Dietrichstein fu "amore et justicia" (amore e giustizia), ed è questo che distinse gran parte dei suoi rapporti di amministrazione interna e diplomatici con il governo di Maria Teresa.
A lui nel 1749 Ludovico Muratori dedicò la sua ultima opera, Della pubblica felicità.
Dietrichstein morì il 5 gennaio 1753.

## Genealogia episcopale
La genealogia episcopale è:
- Cardinale Scipione Rebiba
- Cardinale Giulio Antonio Santorio
- Cardinale Girolamo Bernerio
- Arcivescovo Galeazzo Sanvitale
- Cardinale Ludovico Ludovisi
- Cardinale Luigi Caetani
- Cardinale Ulderico Carpegna
- Cardinale Paluzzo Paluzzi Altieri degli Albertoni
- Papa Benedetto XIII
- Papa Benedetto XIV
- Vescovo Joseph Maria von Thun und Hohenstein
- Arcivescovo Andreas Jakob von Dietrichstein

## Stemma
| Immagine | Blasonatura                                                        |
| -------- | ------------------------------------------------------------------ |
| \| \|    | Andreas Jakob von Dietrichstein Principe-arcivescovo di Salisburgo |
|          |                                                                    |

## Ascendenza
|                                      |                             |                                                  | Genitori                                     |  |  | Nonni |  |  | Bisnonni                       |  |  | Trisnonni              |  |
|                                      |                             |                                                  |                                              |  |  |       |  |  | Sigismondo II di Dietrichstein |  |  | Adam von Dietrichstein |  |
|                                      |                             |                                                  |                                              |  |  |       |  |  | Sigismondo II di Dietrichstein |  |  | Adam von Dietrichstein |  |
|                                      |                             | Margarita Folch de Cardona y Requesens           |                                              |  |  |       |  |  | Sigismondo II di Dietrichstein |  |  |                        |  |
| Massimiliano di Dietrichstein        |                             |                                                  |                                              |  |  |       |  |  | Sigismondo II di Dietrichstein |  |  |                        |  |
|                                      |                             | Johanna von der Leiter                           | Hans Warmund von der Leiter                  |  |  |       |  |  |                                |  |  |                        |  |
|                                      |                             | Johanna von der Leiter                           | Hans Warmund von der Leiter                  |  |  |       |  |  |                                |  |  |                        |  |
|                                      |                             | Johanna von der Leiter                           | Elisabeth von Thurn                          |  |  |       |  |  |                                |  |  |                        |  |
| Maximilian Andreas von Dietrichstein |                             | Johanna von der Leiter                           |                                              |  |  |       |  |  |                                |  |  |                        |  |
|                                      |                             | Carlo I del Liechtenstein                        | Hartmann II di Liechtenstein-Feldsberg       |  |  |       |  |  |                                |  |  |                        |  |
|                                      |                             | Carlo I del Liechtenstein                        | Hartmann II di Liechtenstein-Feldsberg       |  |  |       |  |  |                                |  |  |                        |  |
|                                      |                             | Carlo I del Liechtenstein                        | Anna di Ortenburg                            |  |  |       |  |  |                                |  |  |                        |  |
| Anna Maria del Liechtenstein         |                             | Carlo I del Liechtenstein                        |                                              |  |  |       |  |  |                                |  |  |                        |  |
|                                      |                             | Anna Maria Šemberová von Boskovic und Černá Hora | Johann Šemberová von Boskovic und Černá Hora |  |  |       |  |  |                                |  |  |                        |  |
|                                      |                             | Anna Maria Šemberová von Boskovic und Černá Hora | Johann Šemberová von Boskovic und Černá Hora |  |  |       |  |  |                                |  |  |                        |  |
|                                      |                             | Anna Maria Šemberová von Boskovic und Černá Hora | Anna von Krajk                               |  |  |       |  |  |                                |  |  |                        |  |
| Andreas Jakob von Dietrichstein      |                             | Anna Maria Šemberová von Boskovic und Černá Hora |                                              |  |  |       |  |  |                                |  |  |                        |  |
|                                      | Edmund II von Schwarzenberg | Edmund I von Schwarzenberg                       |                                              |  |  |       |  |  |                                |  |  |                        |  |
|                                      | Edmund II von Schwarzenberg | Edmund I von Schwarzenberg                       |                                              |  |  |       |  |  |                                |  |  |                        |  |
|                                      | Edmund II von Schwarzenberg | Eleonore von Corswarem                           |                                              |  |  |       |  |  |                                |  |  |                        |  |
| Edmund III von Schwarzenberg         | Edmund II von Schwarzenberg |                                                  |                                              |  |  |       |  |  |                                |  |  |                        |  |
|                                      |                             | Claudine de Barbançon                            | Baudoin de Barbançon                         |  |  |       |  |  |                                |  |  |                        |  |
|                                      |                             | Claudine de Barbançon                            | Baudoin de Barbançon                         |  |  |       |  |  |                                |  |  |                        |  |
|                                      |                             | Claudine de Barbançon                            | Jeanne de Boulant                            |  |  |       |  |  |                                |  |  |                        |  |
| Maria Giustina di Schwarzenberg      |                             | Claudine de Barbançon                            |                                              |  |  |       |  |  |                                |  |  |                        |  |
|                                      |                             | Richard de la Rivière d'Arschot                  | Erhart de la Rivière van Yseren              |  |  |       |  |  |                                |  |  |                        |  |
|                                      |                             | Richard de la Rivière d'Arschot                  | Erhart de la Rivière van Yseren              |  |  |       |  |  |                                |  |  |                        |  |
|                                      |                             | Richard de la Rivière d'Arschot                  | Johanna van Merode                           |  |  |       |  |  |                                |  |  |                        |  |
| Marie d'Arschot de la Rivière        |                             | Richard de la Rivière d'Arschot                  |                                              |  |  |       |  |  |                                |  |  |                        |  |
|                                      |                             | Antoinette de Mérode                             | Louis de Mérode Morialmé Bury                |  |  |       |  |  |                                |  |  |                        |  |
|                                      |                             | Antoinette de Mérode                             | Louis de Mérode Morialmé Bury                |  |  |       |  |  |                                |  |  |                        |  |
|                                      |                             | Antoinette de Mérode                             | Louise de Blois                              |  |  |       |  |  |                                |  |  |                        |  |
|                                      |                             | Antoinette de Mérode                             |                                              |  |  |       |  |  |                                |  |  |                        |  |